# André Maschinot
André Maschinot (ur. 28 czerwca 1903 w Valdoie, zm. 10 marca 1963) – francuski piłkarz grający na pozycji napastnika.
Karierę zawodniczą rozpoczął w US Belfort, by w latach 1929–1937 kontynuować ją już w FC Sochaux. W roku 1935 wraz z kolegami wywalczył mistrzostwo Francji.
W reprezentacji Francji w latach 1927–1930 rozegrał pięć meczów i zdobył dwa gole. Obydwa strzelił w meczu z Meksykiem na mistrzostwach świata 1930 wygranym przez reprezentację Francji 4:1.

## Osiągnięcia
- Mistrzostwo Francji z FC Sochaux (1935)